# Højtemperatur-superleder
 For alternative betydninger, se HTS.
Højtemperatur-superledere (forkortet høj-Tc eller HTS) er betegnelsen for materialer, der virker som superledere ved usædvanligt høje temperaturer. Den første høj-Tc-superleder blev opfundet i 1986 af IBM-forskerne Georg Bednorz og Karl Alexander Müller,, som blev tildelt nobelprisen i fysik i 1987 "for deres vigtige gennembrud i opdagelsen af superledning i keramiske materialer". Det usædvanlige var superledning højere end 90 K eller −183°C i 1986, da det ifølge de daværende teorier ikke kunne lade sig gøre for konventionelle superledere.
Flydende nitrogen koger ved 77 K, og superledning ved højere temperaturer end dette, muliggør mange eksperimenter og anvendelser som er mindre praktiske ved lavere temperaturer.
Medens "almindelige" eller metalliske superledere normalt har overgangstemperaturer (temperaturen under hvilken de virker superledende) under 30 K (−243,2 °C), er der blevet opfundet højtemperatur-superledere med overgangstemperaturer på op til 138 K (−135 °C). Før 2008 var det kun visse forbindelser af kobber og oxygen (såkaldte "cuprater"), som mentes at have HTS-egenskaber, og betegnelserne "højtemperatur-superleder" og "cuprat-superleder" blev brugt i flæng om forbindelser som bismuth-strontium-calcium-kobberoxid (BSCCO) og yttrium-barium-kobberoxid (YBCO). Imidlertid kendes der nu talrige jernbaserede højtemperatur-superledere.

## Verdenspremiere 2001: Superledere i testdrift på Amager
Den 28. maj 2001 kl. 11.45 blev højtemperatur-superledere kølet af flydende kvælstof sat i testdrift i elnettet i Danmark på Amager. Højtemperatur-superlederne havde en længde på 30 meter og var beregnet til vekselstrømsdrift. Testdriften var en succes og var et samarbejde mellem sektorforskning, universiteter og industri; (NKT Research, DTU, Risø, DEFU, NST, Eltra og Elkraft) og varede i 2 år.